# Hastighetsbegränsning i Sverige
Hastighetsbegränsningar i Sverige har funnits sedan 1907. Den högsta hastigheten som gäller i Sverige idag är 120 km/h på utvalda vägar, annars råder det 110 km/h i vanliga fall.
På E22, trafikplats Fogdarp i Skåne har man i en olycksdrabbad T-korsning och korsning valt att försöka med variabel hastighet. Denna korsning är alltså inte någon motorvägskorsning utan bara ett annat exempel på var man provar variabel hastighet i Sverige. När ett fordon närmar sig korsningen för att köra in på E22:an, känner sensorer i vägbanan av detta och tänder skyltar som anger att hastigheten på E22 är sänkt till 60 km/h på grund av den korsande trafiken. När inga fordon är på väg att köra in på E22, släcks skylten och den ordinarie 90-hastighetsgränsen gäller.
I Göteborg, på sträckorna E6/E20 Liseberg-Mölndal och E6 Tingstadstunneln, Lundbytunneln och Gnistängstunneln har man sedan före 2005 infört variabla hastighetsgränser permanent. Här är det främst trafikmängden och eventuella störningar som styr hastigheten.

## Framtida hastighetsgränser i Sverige
Plan från 2012
Trafikverket utvärderade på Regeringens uppdrag de nya hastighetsgränserna, vilket lades fram i en slutrapport år 2012. Utvärderingen genomfördes i nära samarbete med Transportstyrelsen och Sveriges Kommuner och Landsting och i uppdraget ingick att bedöma om en eller flera hastighetsgränser skulle kunna tas bort.
Det föreslogs att de gamla hastighetsgränserna 50, 70 och 90 skulle tas bort. Man hoppades på så vis få ett mer överskådligt och självförklarande system. Samma vägtyp skulle sedan (utom vid sänkta gränsfall) ha 10 km/h lägre hastighetsgräns än i början på 2000-talet, men eftersom många vägar har åtgärdats förväntades restiderna inte öka. Visionen är att alla vägar med minst 4 000 fordon per dygn ska vara mittseparerade och alltså normalt ha hastighetsgränsen 100 km/h. Principen för hastighetsgränserna skulle vara:
- 40 km/h: Bashastighet i tättbebyggda områden
- 60 km/h: Bashastighet utanför tättbebyggda områden, större icke-centrala gator i tättbebyggda områden och större landsvägar som passerar nära bebyggelse.
- 80 km/h: Landsvägar med mittlinje, andra viktiga landsvägar samt stadsmotorvägar.
- 100 km/h: Landsvägar med mitträcke, vanligen 2+1-vägar, och lågtrafikerade (mindre än 4 000 fordon/dygn) glesbygdsvägar med mittlinje.

Hastighetsgränserna 30 och 110 km/h föreslog Trafikverket ska behållas eftersom acceptansen är hög. Enligt (Analys av trafiksäkerhetsutvecklingen, Trafikverket 2012:098) är dock just dessa hastighetsgränser de sämst efterlevda. 120 km/h på alla motorvägar anses inte miljömässigt försvarbart, men har placerats ut på vissa utvalda vägar i Sverige.
Förslaget från Trafikverket lades fram år 2012. I september 2016 gav Regeringen Trafikanalys i uppdrag att utreda förutsättningarna för, och konsekvenserna, inklusive finansiella och legala sådana, av sänkt bashastighet i tätort. Trafikanalys förordade i sin rapport att en ny bashastighet på 40 km/h inom tättbebyggt område införs, med motiveringen att det får snabbt genomslag i hela landet och att tillämpningen av hastighetsgränserna blir mer likartad. Alternativet med en sänkning till 30 km/h skulle leda till för stora restidsförluster, men skulle ge fler positiva effekter på bland annat trafiksäkerheten. Genomförandetiden för förändringarna föreslogs till fem år, för att ge tillräcklig tid för utredningar, omskyltningar och andra anpassningar, samt med hänsyn till kommunernas kostnader.
Läge 2024
Bashastigheten är (2024) fortsatt 50 i tätort och 70 utanför. Länsstyrelserna bestämmer utanför tätort och har för vissa län, t.ex. Västra Götaland, sänkt de flesta huvudvägar med mittlinje från 90 till 80, medan en del andra län behållit 90. 90 är högsta gräns utan mitträcke, dock förekommer 100 i de tre nordligaste länen. Även 40, 60 och 100 förekommer fortfarande.